# 荒地镇 (隆化县)
荒地镇，是中华人民共和国河北省承德市隆化县下辖的一个镇，原名荒地乡，2021年12月31日撤乡设镇。

## 行政区划
荒地镇下辖以下地区：
西村、东村、邓厂村、樱桃沟门村、二沟门村、平顶山村、烧锅营村、营房村、梁底村、小后沟村、上官营村、东沟门村、大后沟村、石虎沟门村、茅吉口村、二道湾村、岭沟门村和栾家湾村。